# Molino (ajedrez)
En ajedrez, un molino es una maniobra táctica que combina jaques a la descubierta y permite a quien la ejecuta ganar bastante material. Generalmente se realiza con una torre y un alfil.

## El «molino» de Carlos Torre
|       |       |    |       |       |       |       |       |    |  |
|       | a8 rd | b8 | c8    | d8    | e8 rd | f8 nd | g8 kd | h8 |  |
| a7 pd | b7 bd | c7 | d7    | e7    | f7 pd | g7 pd | h7    |    |  |
| a6    | b6    | c6 | d6 pd | e6 pd | f6    | g6    | h6 pd |    |  |
| a5    | b5 qd | c5 | d5    | e5    | f5    | g5 bl | h5 ql |    |  |
| a4    | b4 pl | c4 | d4 pl | e4    | f4    | g4    | h4    |    |  |
| a3    | b3    | c3 | d3    | e3 nl | f3    | g3 rl | h3    |    |  |
| a2 pl | b2    | c2 | d2    | e2    | f2 pl | g2 pl | h2 pl |    |  |
| a1    | b1    | c1 | d1    | e1 rl | f1    | g1 kl | h1    |    |  |
|       |       |    |       |       |       |       |       |    |  |

El ejemplo más conocido del «molino» se dio en la partida entre Carlos Torre Repetto y Emanuel Lasker, en la cual las blancas, conducidas por Torre, luego de la combinación llegan a un final con tres peones de ventaja.La jugada 25. Af6! sacrifica la dama y da inicio al «molino». Las negras deben aceptar el sacrificio, pues su dama está indefensa. Luego de 25.(...) Dxh5 26. Txg7+ Rh8 27.Txf7+, el alfil da jaque a la descubierta. Las blancas simplemente repiten este esquema de jaques a la descubierta, tomando tantas piezas como puedan con su torre. 27.(...) Rg8 28.Tg7+ Rh8 29.Txb7+ Rg8 30.Tg7+ Rh8 31.Tg5+ Rh7 32.Txh5 las blancas terminan el «molino» tomando la dama negra.

## «Molinos» con otras piezas
|       |       |       |       |       |       |       |       |    |  |
|       | a8    | b8 rd | c8    | d8    | e8    | f8 rd | g8 nd | h8 |  |
| a7 pd | b7    | c7    | d7    | e7    | f7    | g7 bd | h7 kd |    |  |
| a6 bd | b6    | c6    | d6 pd | e6 pl | f6    | g6    | h6 pd |    |  |
| a5 qd | b5    | c5 pd | d5 pl | e5    | f5 pd | g5    | h5    |    |  |
| a4    | b4 pd | c4    | d4    | e4 nd | f4 pl | g4    | h4 nl |    |  |
| a3    | b3    | c3    | d3 ql | e3 bl | f3    | g3    | h3 pl |    |  |
| a2 pl | b2 pl | c2    | d2    | e2    | f2    | g2 bl | h2    |    |  |
| a1    | b1    | c1    | d1    | e1 rl | f1 rl | g1 kl | h1    |    |  |
|       |       |       |       |       |       |       |       |    |  |

El «molino» puede realizarse también con otras piezas, como por ejemplo el caballo, que además pueden dar jaque doble y a la descubierta al mismo tiempo. Un ejemplo es la continuación de esta partida de Alexander Alekhine: 35.Dxe4! fxe4 36.Axe4+ Rh8 37.Cg6+ Rh7 38.Cxf8+ Rh8 39.Cg6+ Rh7 40.Ce5+ Rh8 41.Cf7#

## Estudios basados en el «molino»
|       |       |       |       |       |       |       |       |       |  |
|       | a8    | b8    | c8    | d8    | e8    | f8 nd | g8    | h8 kd |  |
| a7    | b7 bd | c7 nd | d7 bd | e7 nd | f7 bd | g7 rl | h7    |       |  |
| a6    | b6    | c6    | d6    | e6    | f6    | g6 bd | h6 nd |       |  |
| a5    | b5    | c5    | d5    | e5    | f5    | g5 nd | h5    |       |  |
| a4    | b4    | c4    | d4    | e4    | f4    | g4 bd | h4    |       |  |
| a3    | b3    | c3 bl | d3    | e3    | f3    | g3 nd | h3    |       |  |
| a2    | b2 kl | c2    | d2    | e2    | f2    | g2 bd | h2    |       |  |
| a1 rd | b1    | c1    | d1    | e1    | f1    | g1    | h1    |       |  |
|       |       |       |       |       |       |       |       |       |  |

La solución: 1. Txg6+ Rh7 2. Tg7+ Rh8 3. Txg5+ Rh7 4. Tg7+ Rh8 5. Txf7+ Rg8 6.Tg7+ Rh8 7. Txe7+ Rg8 8. Tg7+ Rh8 9. Txg4+ Rh7 10. Tg7+ Rh8 11. Txg3+ Rh7 12. Tg7+ Rh8 13. Txd7+ Rg8 14. Tg7+ Rh8 15. Txc7+ Rg8 16. Tg7+ Rh8 17. Txb7+ Rg8 18. Tg7+ Rh8 19. Txg2+ Rh7 20. Tg7+ Rh8 21. Rxa1 y ahora las negras deben perder uno de sus caballos.